# 1856 ve fotografii

Adolphe Braun vydal knihu obsahující 288 fotografií hraběnky Virginie Oldoiniové, které se považují za první módní fotografie

Tento článek obsahuje významné fotografické události v roce 1856.

## Události
- Rakouský fotograf Andreas Groll pořídil vůbec nejstarší fotografie Prahy a dalších českých měst.
- 13. května – A. Parkes patentoval citlivé desky a filmy pro přímé zhotovení pozitivů.[1]
- Adolphe Braun vydal knihu, která obsahovala 288 fotografií Virginie Oldoiniové, hraběnky Castiglione, toskánské šlechtičny ze soudního dvoru Napoleona III. Fotografie ji zobrazovaly v jejích oficiálních soudních šatech, které se považují za první módní fotografie.[2]

## Narození v roce 1856
- 8. února – Paul Nadar, francouzský fotograf († 1. září 1939)
- 17. února – Frederic Eugene Ives, americký fotograf a vynálezce († 27. května 1937)
- 30. března – Julia Christiansen Hoffmanová americká umělkyně, fotografka a mecenáška umění, která prostřednictvím výstav a uměleckých kurzů podporovala Hnutí uměleckých řemesel v Portlandu († 30. listopadu 1934)
- 15. dubna – Adam Clark Vroman, americký fotograf († 24. července 1916)
- 1. května – Jean Gilletta, francouzský fotograf († 4. února 1933)
- 11. května – Jan Vilím, český fotograf a grafik († 31. července 1923)
- 11. května – William Kinnimond Burton, britský inženýr, fotograf a autor fotoknih působící v Japonsku († 5. srpna 1899)
- 13. května – Peter Henry Emerson, britský fotograf († 12. května 1936)
- 15. června – Gustavo Gillman, britský stavební inženýr a fotograf aktivní ve Španělsku († 28. února 1922)
- 30. června – Daniel Nyblin, finský fotograf norského původu († 19. července 1923)
- 1. srpna – Augusta Solberg, norská fotografka († 1922)
- 6. srpna – Otto Rietmann, švýcarský fotograf, který fotografoval Goetheanum i Rudolfa Steinera († 19. října 1942)
- 12. srpna – Maurice Guibert, francouzský amatérský fotograf († 13. ledna 1922)
- 7. září – Julie Laurbergová, dánská portrétní a dvorní fotografka v Kodani, spolupracovala s Franziskou Gadovou († 29. června 1925)
- 18. září – Caroline Colditz, norská fotografka († 1924)
- 16. září – Wilhelm von Gloeden, německý fotograf († 16. února 1931)
- 28. října – Mary Steen, dánská fotografka († 7. dubna 1939)
- 7. listopadu – Enok O. Simonnæs, norský fotograf († 24. července 1947)
- ? – Kózaburó Tamamura, japonský fotograf († 1923)
- ? – Mario Nunes Vais, italský fotograf († 1932)
- ? – Amelia Van Buren, americká fotografka († 1942)
- ? – Lyddell Sawyer, britský fotograf († 1927)
- ? – Dimitar Karastojanov, bulharský fotograf († 1919)

## Úmrtí v roce 1856
- 29. listopadu – John Beasley Greene, americký egyptolog a fotograf (* 20. června 1832)